# Alfa Romeo 33 Stradale
L'Alfa Romeo 33 Stradale è una fuoriserie prodotta dalla casa automobilistica italiana Alfa Romeo in 18 esemplari tra il 1967 e il 1969.

## Il contesto
La 33 Stradale, basata sull'omonima vettura da competizione, è la versione omologata per la circolazione su strada della Tipo 33.
È considerata da molti una delle più belle auto di tutti i tempi, ciò in virtù di un'estetica che non risente del passare dei decenni; tra le altre, le linee delle 8C Competizione e 4C hanno tratto ispirazione da quelle originali della 33 Stradale.
La carrozzeria, disegnata da Franco Scaglione e costruita dalla Carrozzeria Marazzi, fu la prima tra le vettura da strada ad avere le portiere ad apertura "a farfalla", ovvero «che salgono fino a metà del tetto e poi si aprono diagonalmente in avanti». L'autotelaio completo di motore e cambio veniva realizzato invece direttamente dall'Autodelta, il reparto corse dell'Alfa Romeo, a fianco delle Tipo 33 da competizione.

## La vettura
Il motore, lo stesso della Tipo 33 da competizione e montato in posizione centrale, è un 8 cilindri a V di 90° da 1995 cm³ con alesaggio di 78 mm e corsa di 52,2 mm: è stato progettato dal Direttore della Progettazione Meccanica Alfa Romeo, Giuseppe Busso, e poi sviluppato dall'Autodelta di Carlo Chiti, cofondatore e responsabile.
Costruito interamente in alluminio e magnesio, dispone di distribuzione a doppio albero a camme in testa per bancata, 2 valvole per cilindro al sodio inclinate di 48° (33 mm di diametro quella di aspirazione e 28 mm di diametro quella di scarico), con sistema a doppia accensione dotato di sedici candele (2 per cilindro), impianto di iniezione meccanica indiretta SPICA con doppia pompa della benzina elettrica e lubrificazione a carter secco.
Nella versione da competizione il propulsore erogava 270 CV di potenza a 9600 giri/min con un rapporto di compressione 11:1, mentre nella versione stradale la potenza veniva limitata a 230 CV erogati a un regime di 8800 giri/min, grazie al rapporto di compressione abbassato a 10:1 per rendere più adatto il motore all'uso stradale; tuttavia questo rimane uno dei 2,0 litri aspirati più potenti mai realizzati oltreché con un regime di rotazione elevato per l'epoca. I suoi 230 CV sono una potenza notevole per un'autovettura stradale, se ottenuta con la sola tecnologia meccanica disponibile al tempo e senza l'ausilio della gestione elettronica.
Questo propulsore è abbinato a una trasmissione manuale a 6 rapporti montata in blocco con il differenziale autobloccante e posizionato a sbalzo oltre l'assale posteriore. Il rapporto al ponte è di 9/41 mentre i rapporti del cambio a sei marce sono i seguenti: I 3,25:1; II 2,18:1; III 1,60:1; IV 1,30:1; V 1,20:1; VI 0,96:1; Rm 3,273:1. Il sistema frenante era affidato a quattro dischi, di cui quelli posteriori montati entrobordo all'uscita dei semiassi.
Il telaio, grazie all'impiego di tecnologie aeronautiche, è realizzato in lega leggera: è derivato da quello della Tipo 33 con forma ad "H" asimmetrica, che incorpora i serbatoi del carburante, ma qui è allungato al centro di 100 mm per favorire l'abitabilità e chiuso con elementi tubolari in acciaio. Su questo telaio Franco Scaglione disegna una carrozzeria, poi realizzata in Peraluman H35 spesso 1 mm da Marazzi, dal corpo vettura curvilineo, slanciato e sinuoso, assurta a punto di riferimento per il design automobilistico negli anni a venire. Due elementi distintivi del design sono le portiere "a farfalla" coi cristalli che avvolgono il padiglione, progettate per stupire ma anche pratiche poiché migliorano l'accessibilità a un abitacolo molto basso e relativamente stretto, e le griglie sui passaruota anteriori e posteriori, aperte per evitare dannose sovrapressioni causate dal movimento delle ruote.

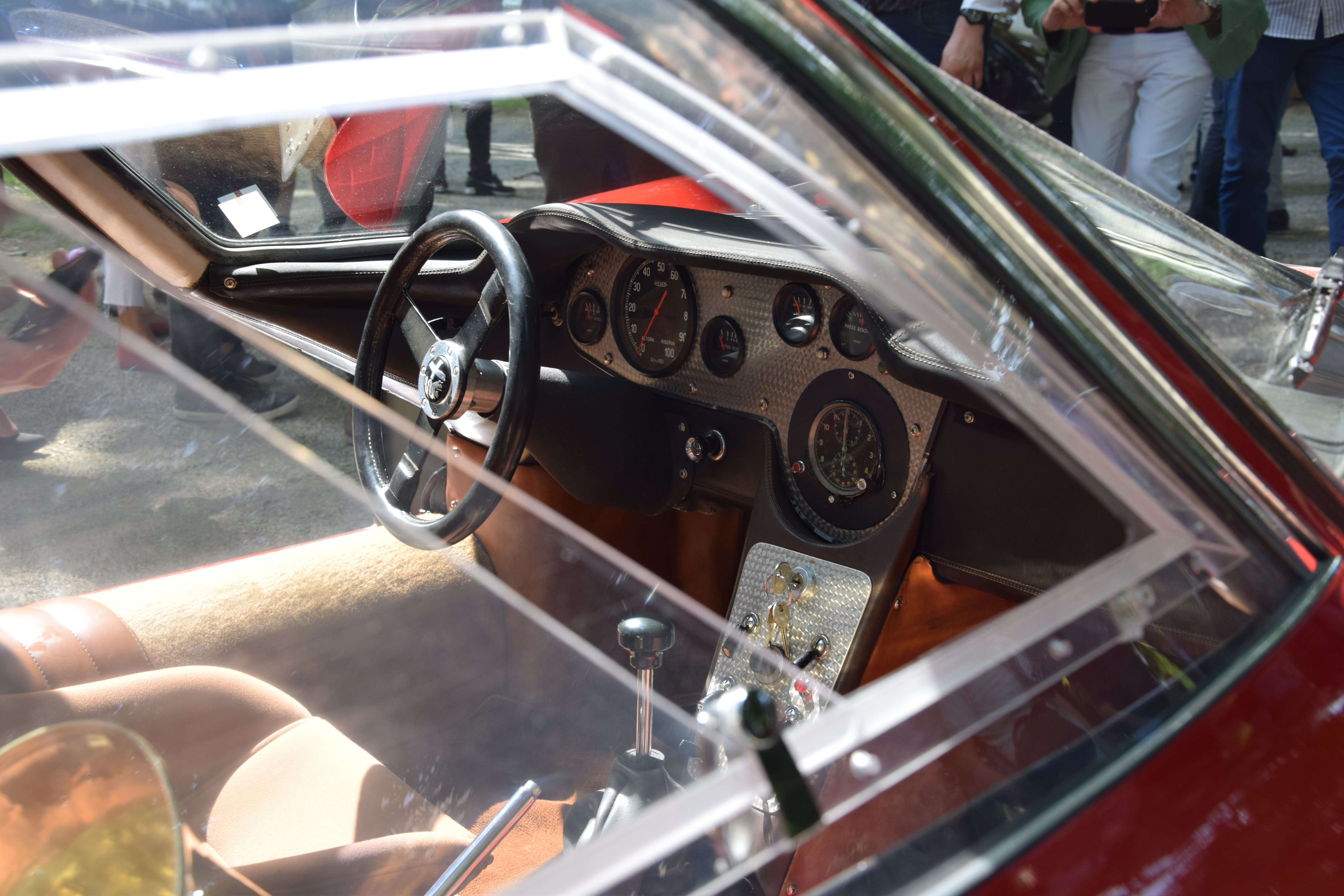
Interni

La 33 Stradale, molto leggera (690 kg) e compatta, era capace di prestazioni molto elevate per l'epoca e tuttora di livello: con un 2 litri aspirato, infatti, la velocità massima dichiarata era di 260 km/h e l'accelerazione da 0 a 100 km/h in 5,6 secondi. La rivista L'Auto Italiana, che provò la vettura nel febbraio 1969, registrò 4,9 secondi da 0 a 100 Km/h e 245 Km/h di velocità massima.

## Produzione
La 33 Stradale fu presentata in anteprima sul circuito di Monza, nell'ambito delle manifestazioni motoristiche organizzate in occasione del Gran Premio d'Italia 1967 e, poche settimane dopo, venne esposta al salone dell'automobile di Torino.

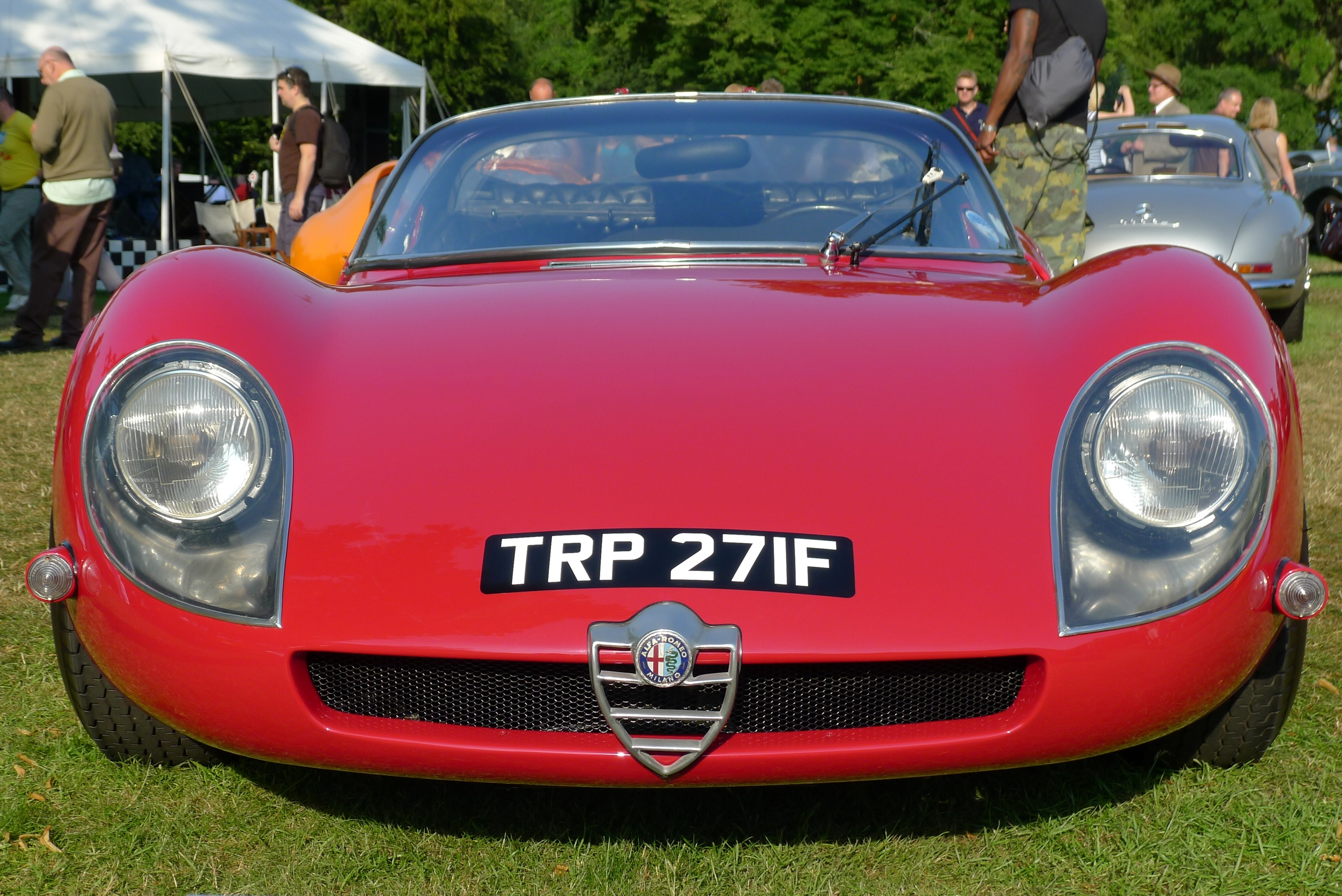
Dettaglio del frontale, in cui si notano lo scudetto Alfa Romeo di ridotte dimensioni e i fari carenati

Vennero prodotti solo 18 telai tra il novembre 1967 e il marzo 1969, dall'Autodelta e dalla Carrozzeria Marazzi. Tra ognuno di questi esemplari vi sono lievi differenze estetiche, le più evidenti delle quali sono rappresentate dalla presenza di due soli fari anteriori in luogo dei quattro del prototipo, e del tergicristallo incernierato in alto o in basso. Inoltre alcune hanno un interno meglio rifinito di altre: ciò dato che, in origine, erano previsti 50 esemplari (poi non realizzati) da ripartire tra la più confortevole versione A o Lusso, con finestrini discendenti, sedili comodi e impianto di riscaldamento, e la più sportiva versione B o Competizione Gr. 4, con prestazioni simili a quelle delle Tipo 33 da corsa, finestrini fissi, sedili da corsa e senza riscaldamento.
La 33 Stradale figurava regolarmente a listino presso i concessionari al prezzo di 9 750 000 lire, il che la rese una delle auto più costose sul mercato quando fu messa in vendita; per fare dei raffronti, nel 1968 una Fiat 500 F costava 475 000 lire, un'Alfa Romeo Giulia Super 1 665 000 lire, una Jaguar E-Type 5 030 000 lire, per una Ferrari 275 GTB occorrevano 6 500 000 lire e per una Lamborghini P400 Miura si richiedevano 7 700 000 lire.

## Modelli correlati

### Dream car

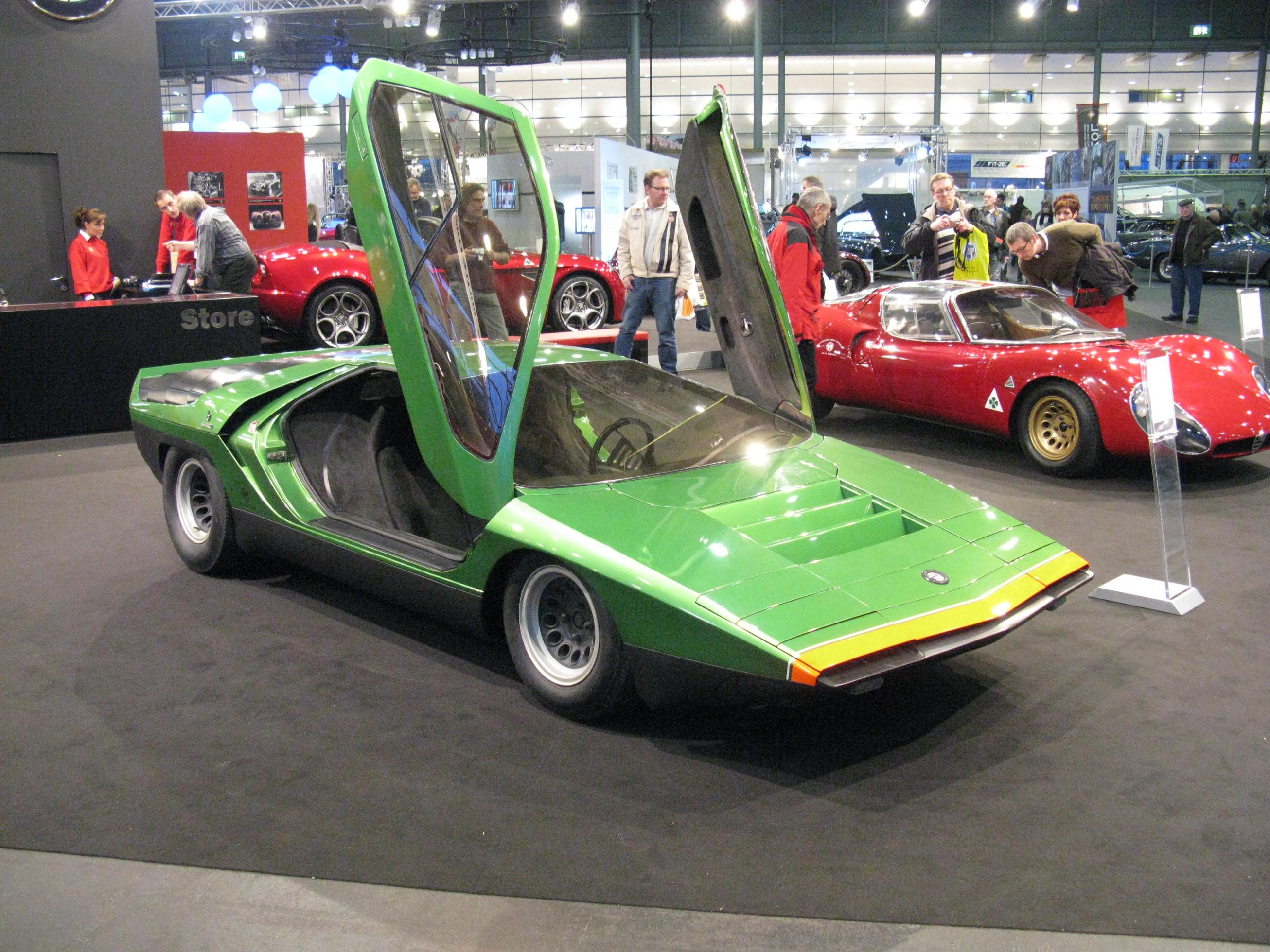
Una delle dream car realizzate su base 33 Stradale, l'Alfa Romeo 33 Bertone Carabo del 1968, qui esposta accanto alla progenitrice

Dei 18 telai pare che soltanto 12 furono effettivamente finiti e, di questi, solo 11 venduti ai clienti; mentre sulla base degli ultimi 6 i migliori carrozzieri italiani del tempo realizzarono una serie di dream car.
In particolare la Pininfarina realizzò nel 1968 la Roadster, di Paolo Martin, nel 1969 la Coupé Prototipo Speciale, su disegno di Leonardo Fioravanti, e nel 1971 la Cuneo; la Bertone realizzò nel 1968 la Carabo e nel 1976 la Navajo, entrambe di Marcello Gandini, mentre la Italdesign di Giorgetto Giugiaro creò l'Iguana nel 1969. Tutte queste portano il marchio e nome Alfa Romeo, e sono ora esposte al Museo Storico Alfa Romeo di Arese insieme al prototipo della 33 Stradale (versione con quattro fari) disegnato da Franco Scaglione.

### Veicoli replica
Nel 2023 la Manifattura Automobili Torino, su richiesta di un cliente, realizza ex novo una replica a livello artigianale, chiamata MAT 33 Stradale e fedele all'originale ma dotata del motore della Montreal.

### Riedizioni
Nel 2023 Alfa Romeo ha presentato una berlinetta omonima in serie limitata, su base Maserati MC20, che ne riprende esplicitamente nome e linee, queste ultime riaggiornate al design automobilistico d'inizio terzo millennio.